# Fantasy (chanson)
Pour les articles homonymes, voir Fantasy (homonymie).
Singles de Earth, Wind and Fire
Serpentine Fire (en)
(1977) Jupiter (en)
(1978)
Fantasy est une chanson du groupe américain Earth, Wind and Fire, parue en 1977 sur l'album All 'n All et sortie en single le 20 janvier de l'année suivante. Elle fait partie des plus grands succès du groupe et a été nommée aux Grammy Awards dans la catégorie « meilleure chanson rhythm and blues ».
Fantasy a été reprise ou échantillonnée par de nombreux artistes au fil des ans, notamment Black Box en 1990.

## Composition et enregistrement
La chanson est produite par Maurice White, qui la compose également avec Eddie del Barrio et Verdine White. La composition de la chanson s'est étalée sur trois mois et ne s'est terminée qu'après que Maurice White eut vu le film Rencontres du troisième type et s'en soit inspiré.
La face B du single sorti aux États-Unis est la chanson Runnin', tandis que sur la face B européenne figure Be Ever Wonderful. Ces chansons figurent également sur l'album All 'n All.

## Liste des chansons
| A. | Fantasy | 3:46 |
| B. | Runnin' | 3:52 |

| A. | Fantasy           | 3:54 |
| B. | Be Ever Wonderful | 5:08 |

## Classements et certifications
| Classement (1978)                      | Meilleure position |
| -------------------------------------- | ------------------ |
| Afrique du Sud (Springbok Top 20)      | 7                  |
| Australie (Kent Music Report)          | 25                 |
| Belgique (Flandre Ultratop 50 Singles) | 13                 |
| Canada (Top Singles)                   | 37                 |
| États-Unis (Hot 100)                   | 32                 |
| États-Unis (Hot Soul Singles)          | 12                 |
| États-Unis (Cash Box Top 100)          | 33                 |
| Irlande (IRMA)                         | 4                  |
| Nouvelle-Zélande (RMNZ)                | 14                 |
| Pays-Bas (Nederlandse Top 40)          | 6                  |
| Pays-Bas (Nationale Hitparade)         | 8                  |
| Royaume-Uni (UK Singles Chart)         | 14                 |
| Suède (Sverigetopplistan)              | 8                  |

| Classement (2012-16) | Meilleure position |
| -------------------- | ------------------ |
| France (SNEP)        | 71                 |

| Classement (1978)              | Position |
| ------------------------------ | -------- |
| États-Unis (Hot Soul Singles)  | 78       |
| Pays-Bas (Nederlandse Top 40)  | 34       |
| Pays-Bas (Nationale Hitparade) | 31       |

### Certifications
| Région                                | Certification | Ventes/Streams |
| ------------------------------------- | ------------- | -------------- |
| Royaume-Uni (BPI)                     | Argent        | 200 000^       |
| ^Mise en rayon selon la certification |               |                |

## Version de Black Box
Singles de Black Box
Everybody Everybody
(1990) The Total Mix
(1991)
En 1990, le groupe de house italien Black Box enregistre une reprise de Fantasy pour son premier album studio, Dreamland (1990). Cette version est interprétée par Martha Wash, mais ses producteurs musicaux ne l'ont pas créditée dans un premier temps. Elle contient également un échantillon de la batterie de La Vie en rose dans la version de Grace Jones enregistrée en 1977. 
La version de Black Box s'est notamment classée à la cinquième place du UK Singles Chart ainsi qu'à la troisième place en Australie et en Irlande. En 2013, la chaîne musicale australienne Max (en) inclut la version de Black Box dans sa liste des 1000 plus grandes chansons de tous les temps.

### Classements
| Classement (1990–1991)                 | Peak position |
| -------------------------------------- | ------------- |
| Allemagne (GfK Entertainment)          | 16            |
| Australie (ARIA)                       | 3             |
| Autriche (Ö3 Austria Top 40)           | 4             |
| Belgique (Flandre Ultratop 50 Singles) | 20            |
| Europe (Eurochart Hot 100)             | 13            |
| Finlande (Suomen virallinen lista)     | 10            |
| France (SNEP)                          | 21            |
| Irlande (IRMA)                         | 3             |
| Italie (Musica e dischi)               | 17            |
| Nouvelle-Zélande (RMNZ)                | 28            |
| Pays-Bas (Nederlandse Top 40)          | 16            |
| Pays-Bas (Single Top 100)              | 18            |
| Royaume-Uni (UK Singles Chart)         | 5             |
| Suisse (Schweizer Hitparade)           | 26            |

| Classement (1990) | Position |
| ----------------- | -------- |
| Royaume-Uni (OCC) | 47       |

| Classement (1991)             | Position |
| ----------------------------- | -------- |
| Allemagne (GfK Entertainment) | 62       |
| Australie (ARIA)              | 17       |
| Autriche (Ö3 Austria Top 40)  | 21       |
| Belgique (Ultratop)           | 84       |
| Europe (Eurochart Hot 100)    | 68       |
| Pays-Bas (Single Top 100)     | 99       |

#### Certifications
| Région                                | Certification | Ventes/Streams |
| ------------------------------------- | ------------- | -------------- |
| Australie (ARIA)                      | Or            | 35 000^        |
| Royaume-Uni (BPI)                     | Argent        | 200 000^       |
| ^Mise en rayon selon la certification |               |                |